# Boris Anisfeld
Boris ou Ber Izraïlevitch Anisfeld, né le 2 octobre 1878 (14 octobre dans le calendrier grégorien) à Beltsy en Bessarabie (appartenant à l'Empire russe) et mort le 4 décembre 1973 à Waterford dans le Connecticut aux États-Unis, est un peintre symboliste et scénographe sujet de l'Empire russe, puis de citoyenneté américaine.

## Biographie
Anisfeld naît dans une famille juive aisée de Bessarabie qui veut faire de lui un violoniste. Cependant entre 1895 et 1900, il est élève de l'école des Beaux-Arts (dessin) d'Odessa, où il suit brillamment l'enseignement de Ladyjenski et de Kostandi. Il entre sans examen à l'académie impériale des beaux-arts de Saint-Pétersbourg et entre dans la classe de peinture militaire dirigée par Pavel Kovalevski. Il y reste peu de temps, puis étudie à l'atelier de Répine et enfin avec Kardovski. Bien qu'il suive la classe du maître de la figure emblématique du réalisme russe Ilia Répine, ses dessins tendent plutôt vers le symbolisme de Mikhaïl Vroubel.
Anisfeld est membre à partir de 1901 de « Mir Iskousstva » et expose aussi à l'Union des artistes russes. Diaghilev fait les louanges de ses tableaux à l'exposition de Mir Iskousstva de 1906 qui sont remarqués aussi par la critique et par Nesterov. Une exposition russe a aussi lieu au salon d'automne de Paris grâce aux efforts de Diaghilev et Anisfeld en fait partie. La galerie Tretiakov lui achète à son retour une nature morte de fleurs et les collectionneurs commencent à s'intéresser à lui.
En 1905 au début de la révolution russe de 1905-1907, il participe à la création de la revue Joupel dont la couverture du premier numéro est la copie d'un de ses dessins, intitulé Monstres marchant sur des cadavres qui illustre le dimanche rouge du 9 janvier 1905.
Anisfeld est aussi scénographe et débute avec Le Mariage de Zobéïde d'Hugo von Hofmannsthal en 1907 au théâtre de Véra Komissarjevskaïa sur une mise en scène de Meyerhold. Il peint le rideau des Saisons russes (pour Shéhérazade notamment) d'après les cartons de Serov, en 1908 à l'opéra de Paris. Il travaille aussi d'après les dessins de Bakst pendant la saison de 1909 pour les ballets de Diaghilev à Paris.
Anisfeld travaille sur ses propres dessins pour les ballets russes en 1911 et en 1912 pour le Mariinsky (notamment pour Islamey de Fokine), ainsi que pour Les Préludes (Liszt), Les Sept filles du roi de la montagne (Alexandre Spendarian, 1912-1913) à Berlin, Les Nuits égyptiennes d'Arenski (Fokine, à Berlin et Stockholm, 1913-1914), Le Spectre de la rose (Weber), etc.
Il reçoit en 1917 une invitation du musée Brooklyn de New York pour faire une exposition. Sa famille reçoit donc juste avant que n'éclate la Révolution d'Octobre la permission de gagner les États-Unis par la Sibérie et le Japon. C'est la première exposition personnelle de l'artiste qui se tient au début de l'année 1918. Il reste définitivement dans ce pays, collabore au Metropolitan Opera, puis à partir de 1921 à l'opéra de Chicago.
Il enseigne plus tard à l'institut des Beaux-Arts de Chicago de 1928 à 1958. À la fin des années 1920, un certain docteur Bernstein lui adresse un adolescent dont il est le tuteur et qu'il pense doué pour le dessin : Orson Welles.

## Galerie d'images

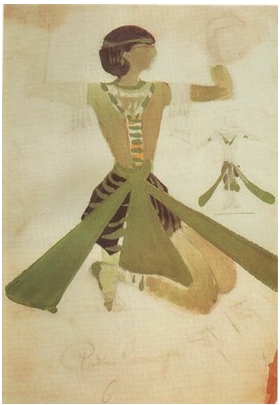
Nuits égyptiennes
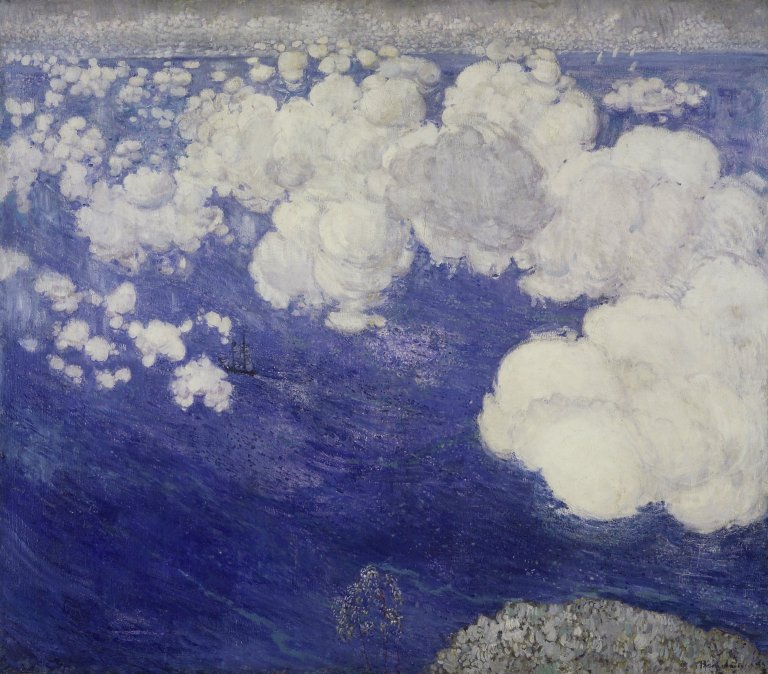
Nuages sur la mer Noire
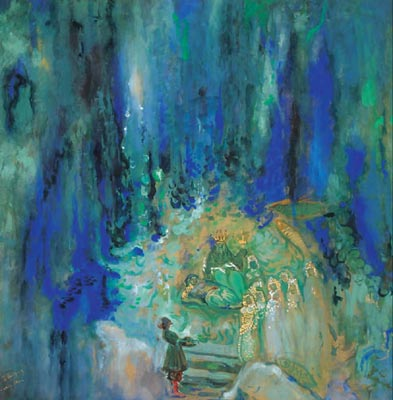
Sadko
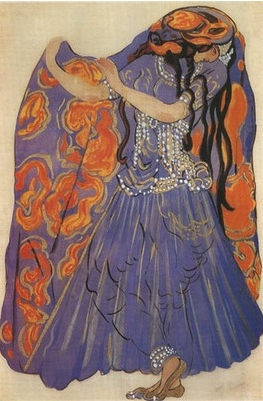
Islameï